# 美は乱調にあり
『美は乱調にあり』（Doc at the Radar Station）は、ドン・ヴァン・ヴリートが率いるキャプテン・ビーフハート・アンド・ザ・マジック・バンドが1980年に発表した通算11作目に相当するアルバムである。

## 解説

### 経緯
キャプテン・ビーフハート・アンド・ザ・マジック・バンドは1978年6月から8月にかけて前作『シャイニー・ビースト（バット・チェイン・プラー）』を製作して秋にアメリカでワーナー・ブラザーズから発表し、11月にはヴァン・ヴリート、ブルース・ファウラー（トロンボーン）、ジェフ・モリス・テッパー（ギター）、エリック・ドリュー・フェルドマン（キーボード）、ロバート・ウイリアムス（ドラムス）、リチャード・レダス（ギター）にファウラーのガールフレンド（パントマイム、マラカス）を加えた顔ぶれで短い国内ツアーを行なった。
彼等は1979年には目立った活動を何ら行なわなかったが、ヴァン・ヴリートはDoc at the Rader Stationという新作アルバムを制作する意向を同年秋に示し、年末にゲイリー・ルーカスを新しいマネージャーに迎えた。一方、イギリスではワーナー・ブラザーズとヴァージン・レコードの交渉が難航して、この年が終わっても『シャイニー・ビースト（バット・チェイン・プラー）』は発表されなかった。
1980年2月、ようやくイギリスで『シャイニー・ビースト（バット・チェイン・プラー）』がヴァージン・レコードから発表された。新作の制作開始予定日の直前にレダスが脱退したので、彼等はドラマー兼ギタリストのジョン・フレンチを再々度迎えて、6月の数週間に亘って本作を制作した。

### 内容
「フレイヴァー・バッド・リヴィング」「ブリックバッツ」「ア・キャロット・イズ・アズ・クローズ・アズ・ア・ラビット・ゲッツ・トゥー・ア・ダイアモンド（人参と兎とダイアモンド）」の3曲は、当時未発表だった『バット・チェイン・プラー』の収録曲の再録音版である。
ジャケットの絵は、ヴァン・ヴリートの作品である。

## 収録曲
作詞・作曲はDon Van Vlietによる。邦題は日本盤CDに準拠。

### オリジナルLP
| #         | タイトル | 作詞  | 作曲・編曲 | 時間 |
| --------- | --- | ----- | ---------- | ---- |
| 1.        | 「ホット・ヘッド Hot Head」 |       |            | 3:23 |
| 2.        | 「アシュトレイ・ハート Ashtray Heart」 |       |            | 3:25 |
| 3.        | 「ア・キャロット・イズ・アズ・クローズ・アズ・ア・ラビット・ゲッツ・トゥー・ア・ダイアモンド（人参と兎とダイアモンド） A Carrot Is as Close as a Rabbit Gets to a Diamond」 |       |            | 1:38 |
| 4.        | 「ラン・ペイント・ラン・ラン Run Paint Run Run」 |       |            | 3:40 |
| 5.        | 「スー・エジプト Sue Egypt」 |       |            | 2:57 |
| 6.        | 「ブリックバッツ Brickbats」 |       |            | 2:40 |
| 合計時間: | 合計時間: | 17:43 |            |      |

| #         | タイトル | 作詞  | 作曲・編曲 | 時間 |
| --------- | --- | ----- | ---------- | ---- |
| 1.        | 「ダーティー・ブルー・ジーン Dirty Blue Gene」 |       |            | 3:51 |
| 2.        | 「ベスト・バッチ・イエット Best Batch Yet」 |       |            | 5:02 |
| 3.        | 「テレフォン Telephone」 |       |            | 1:31 |
| 4.        | 「フレイヴァー・バッド・リヴィング Flavor Bud Living」 |       |            | 1:00 |
| 5.        | 「シェリフ・オブ・ホンコン Sheriff of Hong Kong」 |       |            | 6:34 |
| 6.        | 「メイキング・ラヴ・トゥ・ア・ヴァンパイア・ウィズ・ア・モンキー・オン・マイ・ニー（吸血鬼その異常なる愛） Making Love to a Vampire with a Monkey on My Knee」 |       |            | 3:11 |
| 合計時間: | 合計時間: | 21:09 |            |      |

### CD
| #         | タイトル | 作詞  | 作曲・編曲 | 時間 |
| --------- | --- | ----- | ---------- | ---- |
| 1.        | 「ホット・ヘッド Hot Head」 |       |            | 3:23 |
| 2.        | 「アシュトレイ・ハート Ashtray Heart」 |       |            | 3:25 |
| 3.        | 「ア・キャロット・イズ・アズ・クローズ・アズ・ア・ラビット・ゲッツ・トゥー・ア・ダイアモンド（人参と兎とダイアモンド） A Carrot Is as Close as a Rabbit Gets to a Diamond」 |       |            | 1:38 |
| 4.        | 「ラン・ペイント・ラン・ラン Run Paint Run Run」 |       |            | 3:40 |
| 5.        | 「スー・エジプト Sue Egypt」 |       |            | 2:57 |
| 6.        | 「ブリックバッツ Brickbats」 |       |            | 2:40 |
| 7.        | 「ダーティー・ブルー・ジーン Dirty Blue Gene」 |       |            | 3:51 |
| 8.        | 「ベスト・バッチ・イエット Best Batch Yet」 |       |            | 5:02 |
| 9.        | 「テレフォン Telephone」 |       |            | 1:31 |
| 10.       | 「フレイヴァー・バッド・リヴィング Flavor Bud Living」 |       |            | 1:00 |
| 11.       | 「シェリフ・オブ・ホンコン Sheriff of Hong Kong」 |       |            | 6:34 |
| 12.       | 「メイキング・ラヴ・トゥ・ア・ヴァンパイア・ウィズ・ア・モンキー・オン・マイ・ニー（吸血鬼その異常なる愛） Making Love to a Vampire with a Monkey on My Knee」              |       |            | 3:11 |
| 合計時間: | 合計時間: | 38:52 |            |      |

## 参加ミュージシャン
番号はCDのトラック・ナンバーを示す。
キャプテン・ビーフハート・アンド・ザ・マジック・バンド
- Captain Beefheart　Don Van Vliet – ヴォーカル、チャイニーズ・ゴング、ハーモニカ、ソプラノ・サクソフォーン、ベース・クラリネット,
- ジョン・フレンチ　John French – スライド・ギター、ギター、ベース・ギター（11）、ドラムス（2、11）、マリンバ（12）、ヴォーカル（4、7）
- ジェフ・モリス・テッパー　Jeff Moris Tepper – スライド・ギター、ギター、ナーヴ・ギター、バックグラウンド・ヴォーカル（4）
- エリック・ドリュー・フェルドマン　Eric Drew Feldman – シンセサイザー、ベース・ギター、メロトロン、グランド・ピアノ、エレクトリック・ピアノ、バックグラウンド・ヴォーカル（4）
- Robert Arthur Williams – ドラムス、バックグラウンド・ヴォーカル（4）

客演
- ゲイリー・ルーカス　Gary Lucas – ギター（10）、フレンチホルン (8)
- ブルース・ファウラー　Bruce Lambourne Fowler – トロンボーン（4）